# Pycnostega
Pycnostega là một chi bướm đêm thuộc họ Geometridae.